# 싱어송
《싱어송》은 2022년에 개봉한 대한민국의 영화이다.

## 캐스팅
- 허가윤 : 선혜 역
- 문지후 : 시준 역
- 영재 : 현도 역
- 이유준 : 양준범 역
- 손광업 : 대표 역
- 이루아 : 장아린 역